# ザッパスオリンピック
ザッパスオリンピック（ギリシア語: Ζάππειες Ολυμπιάδες）とはギリシャで1859年から1889年まで開催されていた競技会である。
1829年にトルコ支配から独立したギリシャは、古代ギリシャと同じような世界に名だたる国になろうと考え、オリンピック競技大会を復活させた。これは純然たるギリシャの国内大会である。4回の競技会が開かれたものの、独立直後で情勢も安定せず、競技者も少なかったため、あまり盛り上がらなかった。しかし、この競技会の開催が後の近代オリンピック開催へ果たした役割は大きい。